# Kabelové bakterie

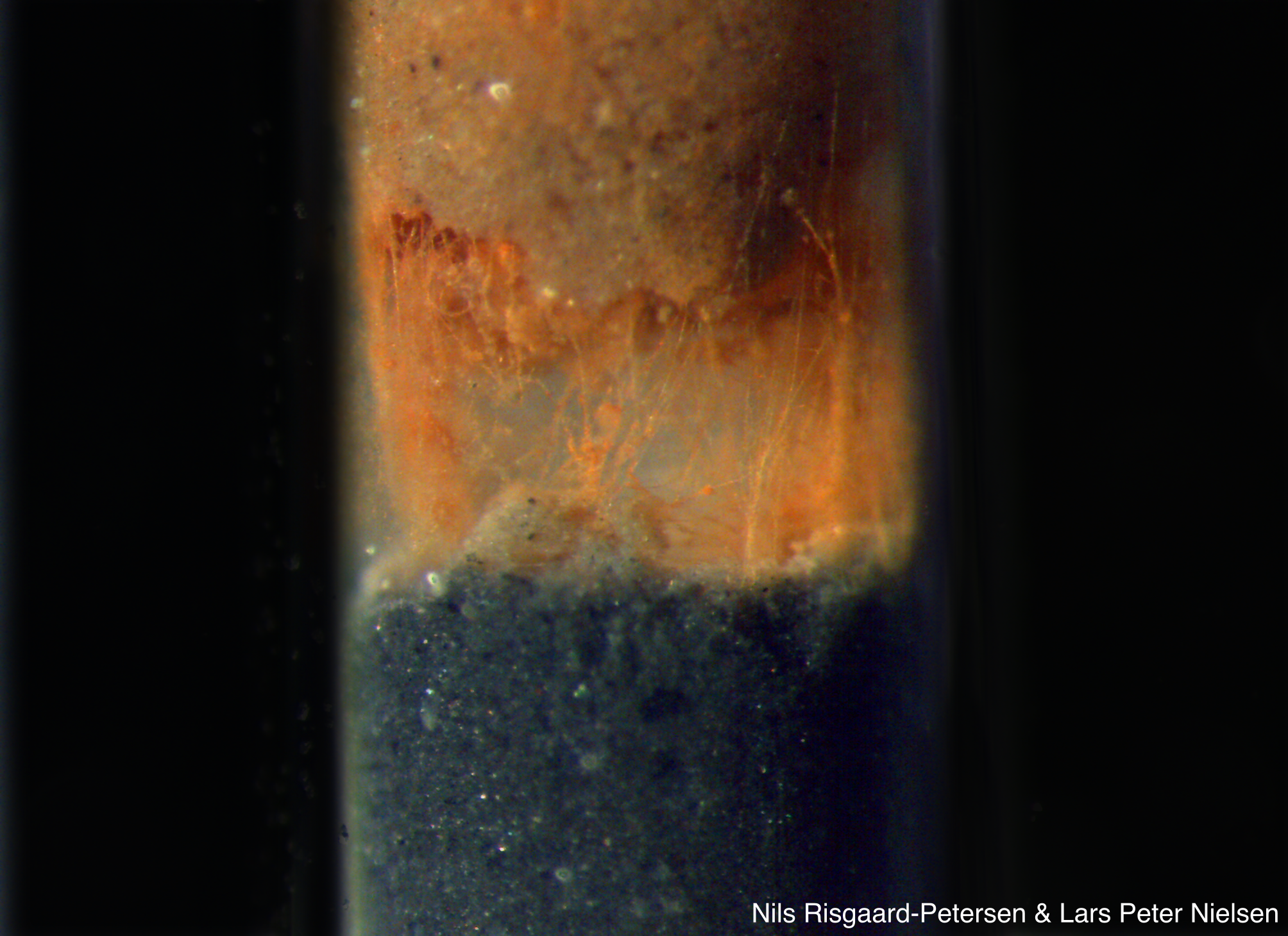
Kabelové bakterie mezi dvěma oddělenými vrstvami sedimentu uvnitř skleněného válce.

Diagram znázorňující metabolismus kabelových bakterií v povrchovém sedimentu. Sirovodík (H2S) je oxidován v sulfidické vrstvě sedimentu a uvolněné elektrony (e^{−}) jsou vedeny vzhůru vláknem kabelových bakterií do vrstvy obsahující kyslík a použity k redukci molekulárního kyslíku (O2).

Kabelové bakterie jsou bakterie, které vytvářejí spojené řetězce o délce až několika centimetrů složené z tisíců bakteriálních buněk; jsou proto označovány jako mnohobuněčné bakterie (nebo mnohobuněčné orgamismy) Tyto řetězce bakterií pak fungují jako živé vodiče elektřiny. Vyskytují se v sedimentech a podzemních vodách, kde vedou elektřinu na vzdálenosti řádově centimetrů. Tím, že transportují elektrony na relativně velké vzdálenosti, propojují donory elektronů s akceptory elektronů, čímž propojují jinak oddělené oxidační a redukční reakce. Kabelové bakterie spojují redukci kyslíku nebo dusičnanů na povrchu sedimentu s oxidací sulfidů v hlubších, anoxických (= bez kyslíku) vrstvách sedimentu.

## Objev
Vedení elektřiny v sedimentu na relativně velkou vzdálenost bylo poprvé pozorováno v roce 2010 jako prostorová separace oxidace sulfidů a redukce kyslíku v mořském sedimentu, která byla po přerušení znovu obnovena rychleji, než by umožnila chemická difúze.  Později bylo zjištěno, že elektrickou vodivost lze pozorovat i na nevodivé vrstvě skleněných mikrokuliček, kde jedinými možnými vodivými strukturami byly vláknité bakterie patřící do čeledi Desulfobulbaceae .  Vodivost jednotlivých živých vláken byla později prokázána pozorováním oxidačního stavu cytochromů pomocí Ramanovy spektroskopie. Stejný jev byl později pozorován ve sladkovodních sedimentech  a podzemních vodách.  V povrchové vrstvě sedimentu o tloušťce 15 cm je hustota bakterií taková, že jejich celková délka dosahuje až 2 km na čtvereční centimetr povrchu.

## Morfologie
Vlákna kabelových bakterií mají průměr 1–4 μm a délku přes 1 cm. Jednotlivé bakterie ve vláknech jsou tyčinkovitého tvaru s průměrnou délkou 3 μm. Stejně jako ostatní gramnegativní bakterie mají buněčnou stěnu tvořenou dvěma membránami, vnější membrána je však společná všem bakteriím ve vláknu. Ve společné periplazmě je kolem 15–60 elektronově vodivých vláken o průměru kolem 50 nm, které jsou zvenčí viditelné jako rovnoběžná, podélná žebra. Skládají se z proteinů bohatých na nikl a síru, které jsou elektricky izolované a probíhají po celé délce vlákna.

## Výskyt
Kabelové bakterie byly nalezeny v různých klimatických podmínkách po celém světě. Jmenovitě v Dánsku, Nizozemsku, Japonsku, Austrálii a USA. Obecně se vyskytují v redukovaných sedimentech sladkých vod, slaných jezer i mořského dna. Vyskytují se jako jednotlivá vlákna nebo jako aglomerace vláken, mohou být přítomny v rhizosféře v kontaktu s kořenovými vlásky vodních rostlin.

## Pohyblivost
Kabelové bakterie postrádají bičíky, ale jsou schopné motility ve formě klouzání tím, že se pohánějí dopředu pomocí vypuzování látek.  Rychlost pohybu dosahuje až 2,2 μm/s, s průměrem asi 0,5 μm/s a nezávisí na velikostí bakterií. Průměrná vzdálenost, kterou kabelová bakterie klouže bez přerušení, je přibližně 74 μm. Kabelové bakterie pravděpodobně využívají kyslíkovou chemotaxi, protože bylo pozorováno, že v anoxických nebo hypoxických prostředích se pohybují a při kontaktu s kyslíkem pohyb ustává.

## Taxonomie
V roce 2016 byly navrženy dva kandidátní rody kabelových bakterií: Electrothrix obsahující čtyři kandidátní druhy, nalezené v mořských nebo brakických sedimentech, a Electronema obsahující dva kandidátní druhy, nalezené ve sladkovodních sedimentech. Na základě srovnání 16S ribozomální RNA bylo zjištěno, že obě skupiny jsou z 88 % podobné. Oba rody jsou zařazeny do čeledi Desulfobulbaceae .  Kabelové bakterie jsou definovány spíše svou funkcí než fylogenezí a je možné, že budou objeveny další taxony kabelových bakterií.

## Ekologický význam
Kabelové bakterie silně ovlivňují geochemické vlastnosti v okolním prostředí. Jejich aktivita podporuje oxidaci železa na povrchu sedimentu. Tyto oxidy následně vážou sloučeniny obsahující fosfor a sirovodík, čímž omezují množství fosforu a sirovodíku ve vodě. Fosfor může způsobit eutrofizaci a sirovodík může být toxický pro mořský život. Kabelové bakterie proto hrají důležitou roli při udržování mořských ekosystémů v pobřežních oblastech.

### Emise metanu
Přítomnost kabelových bakterií může vést ke snížení emisí metanu z vodou nasycených půd. Přenos elektronů prostřednictvím kabelových bakterií zajišťuje, aby byla redukce síranů, ke které dochází v zaplavených půdách, vyvážena oxidací sulfidů. Díky této rovnováze zůstávají sírany snadno dostupné pro sirné bakterie, které konkurují metanogenům. Tím se produkce metanu snižuje.

## Potenciální aplikace
Vodivá vlákna produkovaná bakteriemi byla známa už dříve, dosahovala však délek pouze v řádu mikrometrů. Vodivá vlákna v řetězcích kabelových bakterií tyto hodnoty překonávají o několik řádů. Vodivost proteinových vláken přesahuje 20 S/cm, což je srovnatelné s používanými vodivými polymery.
Předpokládá se, že by kabelové bakterie mohly najít uplatnění v bioelektronice, například k propojení anorganické elektroniky s živými systémy, pro biologicky kompatibilní nebo vstřebaelné implantáty, případně pro biodegradabilní mikroelektroniku.
Kabelové bakterie byly nalezeny v souvislosti s mikrobiálními palivovými články, které s pomocí mikroorganismů přeměňují chemickou energii na dně oceánu na elektrickou energii. V budoucnosti by mohly hrát roli při zvyšování účinnosti těchto článků. Kabelové bakterie byly také nalezeny v souvislosti s bioelektrochemickým systémem, který zvyšuje degradaci mořských sedimentů kontaminovaných uhlovodíky, mohly by proto hrát roli v budoucích technologiích odstraňování následků ropných havárií.